# 尼子三傑
尼子三傑（あまごさんけつ）とは、戦国大名・尼子氏の家臣のうち特に武勇・忠義に優れた3人の武将の総称。尼子三勇（あまごさんゆう）とも称する。山中幸盛、立原久綱、熊谷新右衛門の3人で、いずれも尼子家の衰亡期から滅亡後に主家再興を目指して戦った人物である。

## 尼子三傑
| 人名         | 姓   | 通称       | 名       | 生没年            |
| ------------ | ---- | ---------- | -------- | ----------------- |
| 山中幸盛     | 山中 | 鹿介       | 幸盛     | 1545年？ - 1578年 |
| 立原久綱     | 立原 | 源太兵衛尉 | 久綱     | 1531年？ - 1613年 |
| 熊谷新右衛門 | 熊谷 | 新右衛門   | （不明） | 生没年不詳        |